# Гогоци, Юрий Георгиевич
Гого́ци Ю́рий Гео́ргиевич (англ. Yury Gogotsi; родился 16 декабря 1961, Киев, Украинская ССР, СССР) — американский ученый в области химии, материаловедения и нанотехнологий украинского происхождения, с 2000 года — профессор Университетa Дрекселя, США (англ. Drexel University). Профессор материаловедения, заслуженный профессор Университета Дрекселя, с 2003 года — основатель и директор Института Наноматериалов Университета А.Дж. Дрекселя.
Сын Гогоци Георгия Антоновича — профессора, заведующего лабораторией Института проблем прочности им. Г. С. Писаренко Национальной Академии Наук Украины. Брат — Гогоци Алексей Георгиевич, материаловед, механик.

## Область исследований
В настоящее время профессор Ю.Гогоци возглавляет группу ученых, занимающуюся исследованием наноструктурного углерода (нанотрубки, графен, наноалмазы, нанопористый углерод) и гидротермальным синтезом углеродных наноструктур, керамики, изучает эффективные способы очистки воды — десолинация и ёмкостная деионизация, современные источники энергии — суперконденсаторы, применение углеродных наноматериалов для энергетики и биомедицины.
Профессор Юрий Гогоци сделал открытие и исследование целой семьи принципиально новых двумерных (two-dimensional, 2D) наноматериалов —  максенов (англ. MXenes). Он открыл и описал новые формы углерода, такие как конические и полигональные кристаллы, открыл новую метастабильную фазу кремния, впервые показал присутствие и аномально медленное продвижение воды в функционализированных углеродных нанотрубках методом электронной микроскопии,.
Профессор Юрий Гогоци основал новые научные отрасли:
- коррозия конструкционной керамики[11];
- наука и технология обработки поверхности давлением[12];
- синтез новых неорганических соединений и материалов методом селективной коррозии и экстракции[13].

Профессор Ю.Гогоци является соавтором двух книг, редактором 14 книг, изобретателем более 80 европейских и американских патентов, более 30 из которых лицензированы для индустрии, и более 100 научных работ для конференций, более 800 статей в рецензируемых журналах, в том числе множество публикаций в журналах Nature и Science, его публикации цитировались более 100 000 раз, а h-index составляет 175 по версии Google Scholar и 152 по версии Web of Science.
В Стэнфордском списке лучших 2% исследователей в мире по всем научным дисциплинам Юрий Гогоци занял 53-е место в 2019 году среди всех живых и умерших ученых.

## Образование
В 1984 году Юрий Гогоци получил диплом магистра по специальности инженера-исследователя (КПИ, Инженерно-физический факультет, кафедра высокотемпературных материалов и порошковой металлургии), 1986 — стал кандидатом химических наук (в то время — самый молодой кандидат химических наук Украины) на кафедре физической химии, КПИ (научный руководитель — проф. В. А. Лавренко).
В 1995 году получил степень доктора технических наук в Институте проблем материаловедения им. И. Н. Францевича НАН Украины.

## Научная и преподавательская деятельность
Университет Дрекселя, США

май 2017 — по настоящее время — Charles T. and Ruth M. Bach Endowed Professor;

2010 — по настоящее время — выдающийся профессор Университета;

2008 — по настоящее время — заслуженный профессор материаловедения;

2003 — по настоящее время — директор-основатель Института нанотехнологий (с 2014 г. — Институт наноматериалов);

2002—2007 — заместитель декана Колледжа инженерии по специальным проектам;

2002 — по настоящее время — профессор химии;

2001 — по настоящее время — профессор механики и машиностроения;

2000—2008 — профессор материаловедения;

Иллинойский университет, Чикаго

2001—2003 — адъюнкт-профессор механики и инженерии;

1999—2000 — заместитель директора Центра научных ресурсов;

1996—1999 — ассистент-профессор машиностроения

Тюбингенский университет, Германия

1995—1996 — научный сотрудник.

Университет Осло, Норвегия

1993—1995 — научный сотрудник Центра исследования материалов, стипендиат научно-исследовательского совета НАТО

Токийский университет, Япония

1992—1993 — научный сотрудник, стипендиат Японской Организации содействия науке (JSPS)

Университет Карлсруэ, Германия

1990—1992 — научный сотрудник, стипендиат фонда Александра фон Гумбольдта

Институт проблем материаловедения имени И. М. Францевича НАН Украины

1986—1990 — научный сотрудник.

## Признание
Профессор Юрий Гогоци получил много наград за свою научную работу и исследования, некоторые из них:
2021 — Премия MRS-Сербия за длительный и выдающийся вклад в науку о материалах и инженерию;

2021 — Manuel Cardona Lecture, Каталонский институт нанонауки и нанотехнологий; 

2021 — Почетный доктор, Сумской государственный университет;

2021 — Награда ACS Award в области химии материалов от Американского Химического Общества ;

2021 — RASA-America Honorary Life Membership;

2020 — ACS Philadelphia Section Award;

2020 — Премия имени Г.А. Гамова, учрежденная Русско-Aмериканской научной ассоциации RASA-America;

2020 — Международная премия по керамике (International Ceramics Prize), высшая награда, присуждаемая Всемирной Академией Керамики (World Academy of Ceramics);

2019 — Член Европейской Академии Наук (EURASC);

2019 — почетная награда и памятная лекция им. Роберта Б. Сосмана, Американское общество керамики;

2018 — Лауреат цитирования в области физики по версии Web of Science/Clarivate - по этим результатам входил в список претендентов на Нобелевскую премию;

2018 — Премия Дружбы (Китай) - самая высокая награда Китая для иностранцев;

2018 — Почетная Лекция им. Рудольфа Заградника, Региональный центр передовых технологий и материалов, Университет Оломоуц, Чешская Республика; 

2018 — Почетный Доктор, Национальный технический университет Украины "Киевский Политехнический Институт им. Игоря Сикорского";

2018 — Член Международного общества электрохимии;

2018 — Tis Lahiri Memorial Lecture, Университет Вандербильта;

2017 — Награда Energy Storage Materials Award;

2017 — Почетный доктор Института проблем материаловедения им. И. Н. Францевича Национальной академии наук Украины

2016 — Почетный профессор Цзилиньского университета;

2016 — Почетный профессор Пекинского университета химической технологии;

2016 — Премия Nano Energy Award;

2015 — Почетный член Королевского химического общества (англ. Royal Society of Chemistry);

2015 — Стал лауреатом международной премии в области нанотехнологий Rusnanoprize

2014 — Звание почетного доктора наук Гонорис кауза (лат.  Doctor Honoris Causa) Университета Поля Сабатье (фр. de l'Université Toulouse III Paul Sabatier);

2014 — Highly Cited Researcher (Thomson-Reuters Clarivate), каждый год с тех пор;

2014 — Почетная премия им. Фреда Кавли, конференция Материаловедческого сообщества;

2013 — Премия им. Росса Коффин Парди Американского Керамического Общества (англ. American Ceramic Society);

2012 — Премия Европейской Ассоциации Углерода;

2012 — Почетный член Материаловедческого Общества (англ. Materials Research Society);

2011 — Награда NANOSMAT Prize;

2009 — Почетный член Американской ассоциации содействия развитию науки (AAAS);

2008 — Почетный член Электрохимического Общества (The Electrochemical Society);

2006 — Премия за инновационную деятельность NANO 50 ™, NASA Tech Briefs;

2005 — Почетный член Американского керамического общества (англ. American Ceramic Society), почетный член Всемирного инновационного фонда World Innovation Foundation;

2004 — Академик Всемирной Академии Керамики (англ. World Academy of Ceramics)

2003 — Премия R&D100 журнала «R&D Magazine» (повторно получил в 2009);

2003 — Премия им. Р. Б. Сноу Американского Керамического Общества (повторно получил в 2005, 2007, 2009, 2012);

2002 — Премия им. С. Сомия Международного союза организаций исследования материалов (IUMRS);

2002 — Выбранный действительным членом Международного института науки о спекания;

2002 — Награда Университета Дрекселя за научные достижения (повторное награждение в 2009);

2001 — многократно внесен в издания Who’s Who in the World, Who’s Who in America, Who’s Who Among America’s Teachers, Who’s Who in Science and Engineering, Who’s Who in Engineering Education, International Who’s Who of Professionals;

1993 — Премия им. И. Н. Францевича НАН Украины.